# Rebberge Lattenberg

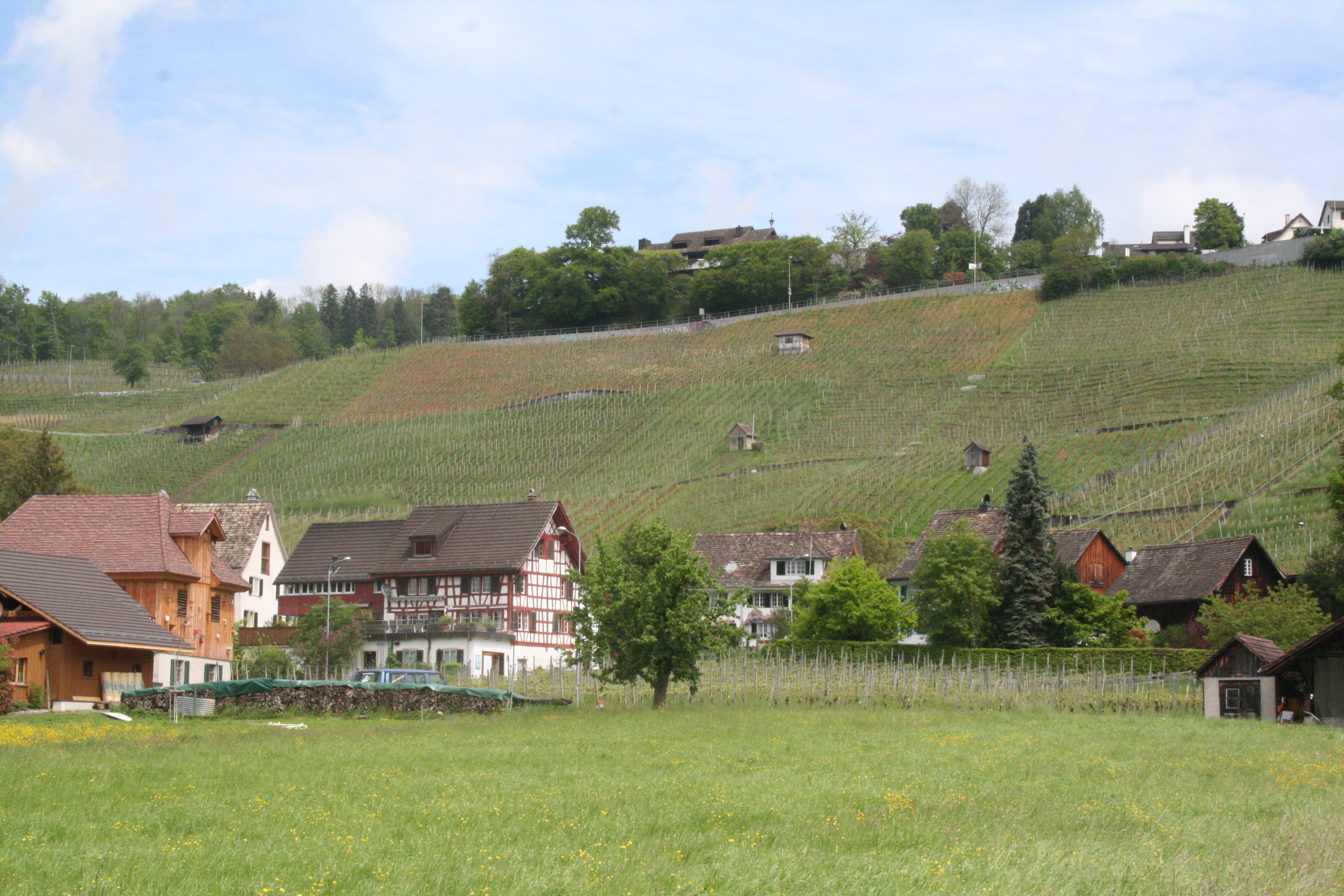
Der Weiler Mutzmalen unterhalb des Rebbergs

Die Rebberge Lattenberg liegen in Stäfa. Sie liegen sehr nahe am Ufer des Zürichsees, an der Goldküste. Anders als viele andere Reblagen ist die wohl bekannteste der Gemeinde Stäfa kein sanfter Hügel, sondern eine orangefarbene Mulde des Transportunternehmens Schneider.

## Lage

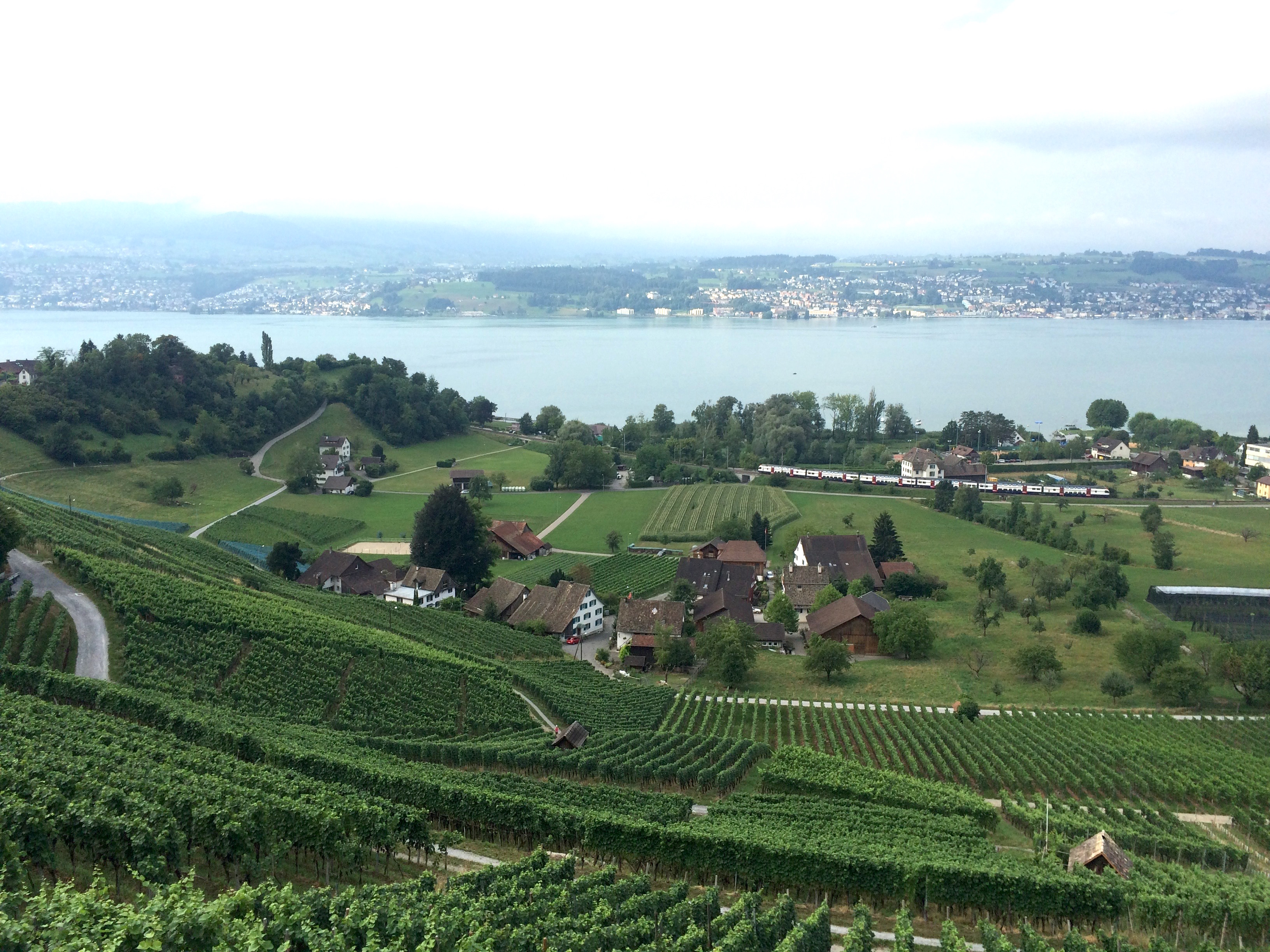
Blick vom oben Rand der Rebberge auf den Zürichsee

Die Weinberge Stäfa liegen am Fuss des Lattenbergs in Stäfa. Sie sind nahe am Seeufer und liegen am südöstlichen Ende des Pfannenstiels im Bezirk Meilen. Die Wege durch den Hang des Lattenbergs eröffnen den Blick auf den Zürichsee sowie auf die Glarner und Innerschweizer Alpen.

### Aufbau
Am Hang wachsen ausschliesslich Weinreben, welche bis zum untersten Plateau reichen. Viele Wege, welche mit Treppen verbunden sind, durchziehen das Gebiet.

## Geschichte
Die Römer sollen als erste die günstigen Verhältnisse für den Rebbau am Zürichsee erkannt haben; sie brachten die Reben mit. Im Kanton Zürich ist Stäfa die grösste Weinbaugemeinde. Aufgrund der idealen Lage an der sonnigen Goldküste blickt sie auf eine lange Weinbautradition zurück, denn die häufigen Föhnlagen und der Zürichsee als Wärmespeicher bilden hervorragende Voraussetzungen. Im Jahr 1725 kam ein Haus in den Besitz der Bauernfamilie Pfenninger, welche nun schon in der zehnten Generation die Reben am Lattenberg pflegt. 1969 wurden die Rebberge Lattenberg, zusammen mit den anderen Weinbergen in Stäfa, Kirchbühl, Sternenhalde sowie Risi Ürikon, durch die Gemeindeversammlung unter Schutz gestellt und somit vor der Überbauung bewahrt.

## Bevölkerung

### Bewohner
Für die Bewohner in der Nähe der Rebberge Lattenberg ist die Mulde ein schöner Platz, wo man sich entspannen, spazieren oder Sport machen kann. Auch bilden die Rebberge eine Verbindung zwischen Männedorf und Stäfa.
Ebenfalls kann man von Feldbach über Hombrechtikon nach Stäfa durch die Rebberge Lattenberg eine zweieinhalbstündige Panoramawanderung machen.

### Kinderheim
15 Kinder und Jugendliche wohnen am Rande der Rebberge Lattenberg, in zwei Wohngruppen mit sozialpädagogischer Begleitung. Das Heim bietet einen familiären, überschaubaren Rahmen in zwei heimeligen, gepflegten Häusern und mit gutem Blick auf den Zürichsee. Es besteht ein übersichtliches Umfeld für die Kinder und Jugendlichen, in dem sie sich zurechtfinden und den Umgang mit Selbstständigkeit und Eigenverantwortung in einem geschützten Rahmen üben können.